# Ørsta
Ørsta ist eine Kommune im norwegischen Fylke Møre og Romsdal. Die Kommune hat 11.055 Einwohner (Stand: 1. Januar 2025) und liegt südlich der Stadt Ålesund. Verwaltungssitz ist der gleichnamige Ort Ørsta.

## Geografie

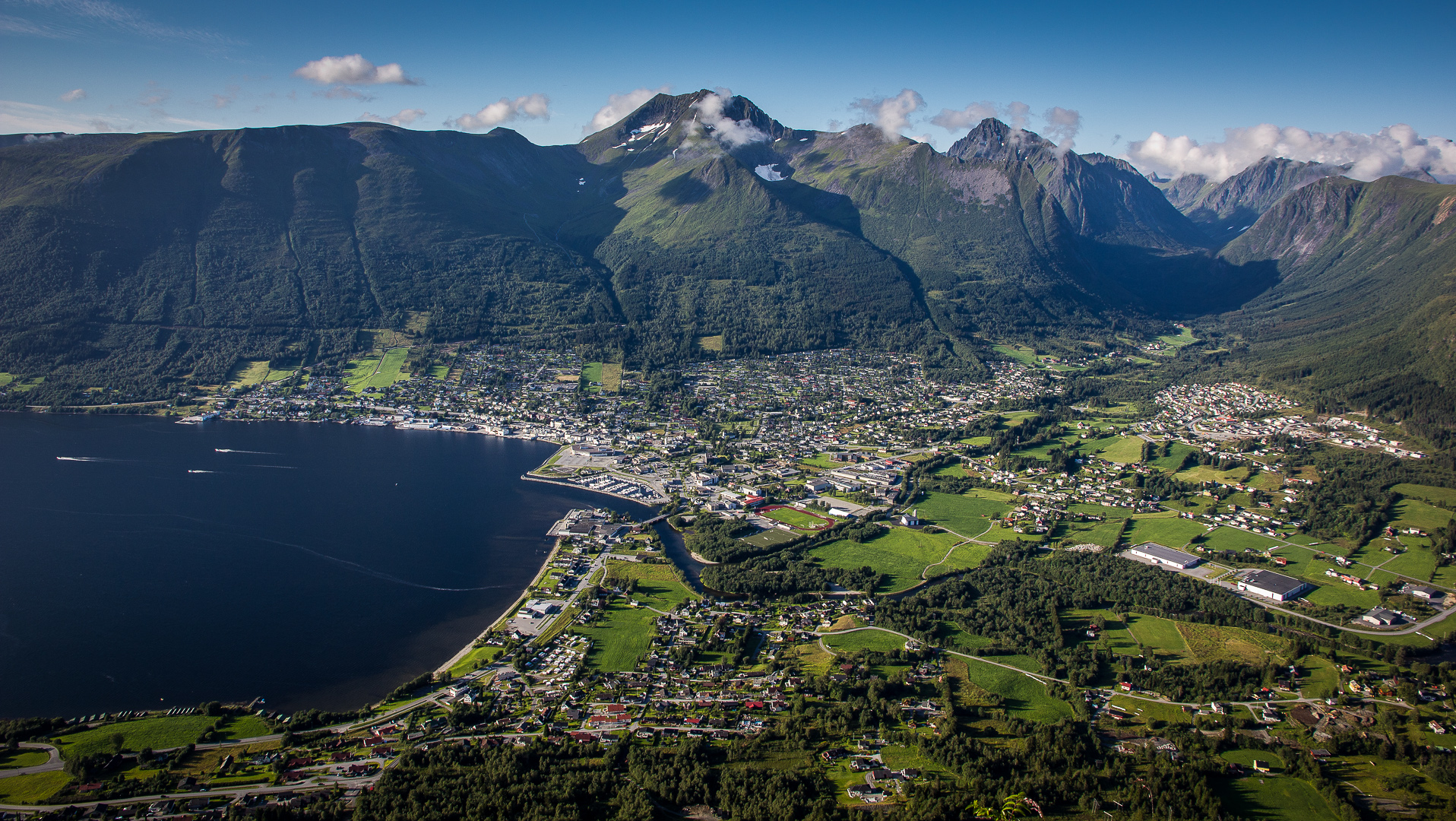
Blick auf die Ortschaft Ørsta

Ørsta liegt an der norwegischen Westküste in der Landschaft Sunnmøre. Von Nordwesten kommend schneidet sich der Ørstafjord, ein Seitenarm des Vartdalsfjords, in das südwestliche Gemeindegebiet ein. Weiter östlich führt der Hjørundfjord von Norden in das Land hinein. Die Gemeinde grenzt östlich des Hjørundfjords auf dem Festland an Sykkylven. Der nördlichere Abschnitt der Grenze verläuft dabei im Fjord. Im Südosten grenzt Ørsta an Stranda und im Süden an Volda. Des Weiteren bestehen im Westen und Norden im Vardalsfjord verlaufende Grenzen. Dort grenzen die Kommunen Ulstein, Hareid und Sula an. Zudem besteht im Nordosten an einem Punkt eine Grenze zur Kommune Ålesund.
Der Großteil des Gemeindegebiets ist von hohen Bergen geprägt, die Teil der Sunnmørsalpene (deutsch: Sunnmørs-Alpen) sind. Mehrfach kam es in den Tälern der Kommune dort zu Unglücken nach Lawinenabgängen. Das Gebiet fällt an der Küste meist steil ab. Die höchsten Berge liegen im südöstlichen Gemeindegebiet, im Osten des Hjørundfjords. Die dort liegende Erhebung Smørskredtindane stellt mit einer Höhe von 1630,5 moh. den höchsten Punkt der Kommune Ørsta dar. Im Süden der Kommune verläuft der Fluss Bondalselva durch das Tal Bondalen. Bei der Ortschaft Ørsta am inneren Ørstafjord mündet die Storelva ins Meer.

## Einwohner
Der Großteil der Einwohner lebt in der Ortschaft Ørsta am inneren Ende des Ørstafjords. Der Rest der Einwohner verteilt sich hauptsächlich auf das restliche Küstengebiet des Fjords sowie auf die beiden Täler Follestaddalen und Bondalen. Ab Ende des Zweiten Weltkriegs bis etwa 1980 wuchsen die Einwohnerzahlen an, wobei sie  anschließend wieder leicht zurückgingen. Zu Beginn des 21. Jahrhunderts begannen die Zahlen wieder anzuwachsen. In der Kommune liegen zwei sogenannte Tettsteder, also zwei Ansiedlungen, die für statistische Zwecke als eine städtische Siedlung gewertet werden. Diese sind Ørsta mit 7609 und Sætre mit 400 Einwohnern (Stand: 1. Januar 2024).
Die Einwohner der Gemeinde werden Ørsting genannt. Offizielle Schriftsprache ist, wie in vielen Kommunen in Møre og Romsdal, Nynorsk, die weniger weit verbreitete der beiden norwegischen Sprachformen.
| Jahr          | 1986   | 1990   | 1995   | 2000   | 2005   | 2010   | 2015   | 2020   | 2025   |
| ------------- | ------ | ------ | ------ | ------ | ------ | ------ | ------ | ------ | ------ |
| Einwohnerzahl | 10.290 | 10.186 | 10.305 | 10.276 | 10.233 | 10.343 | 10.589 | 10.825 | 11.055 |

## Geschichte und Kultur

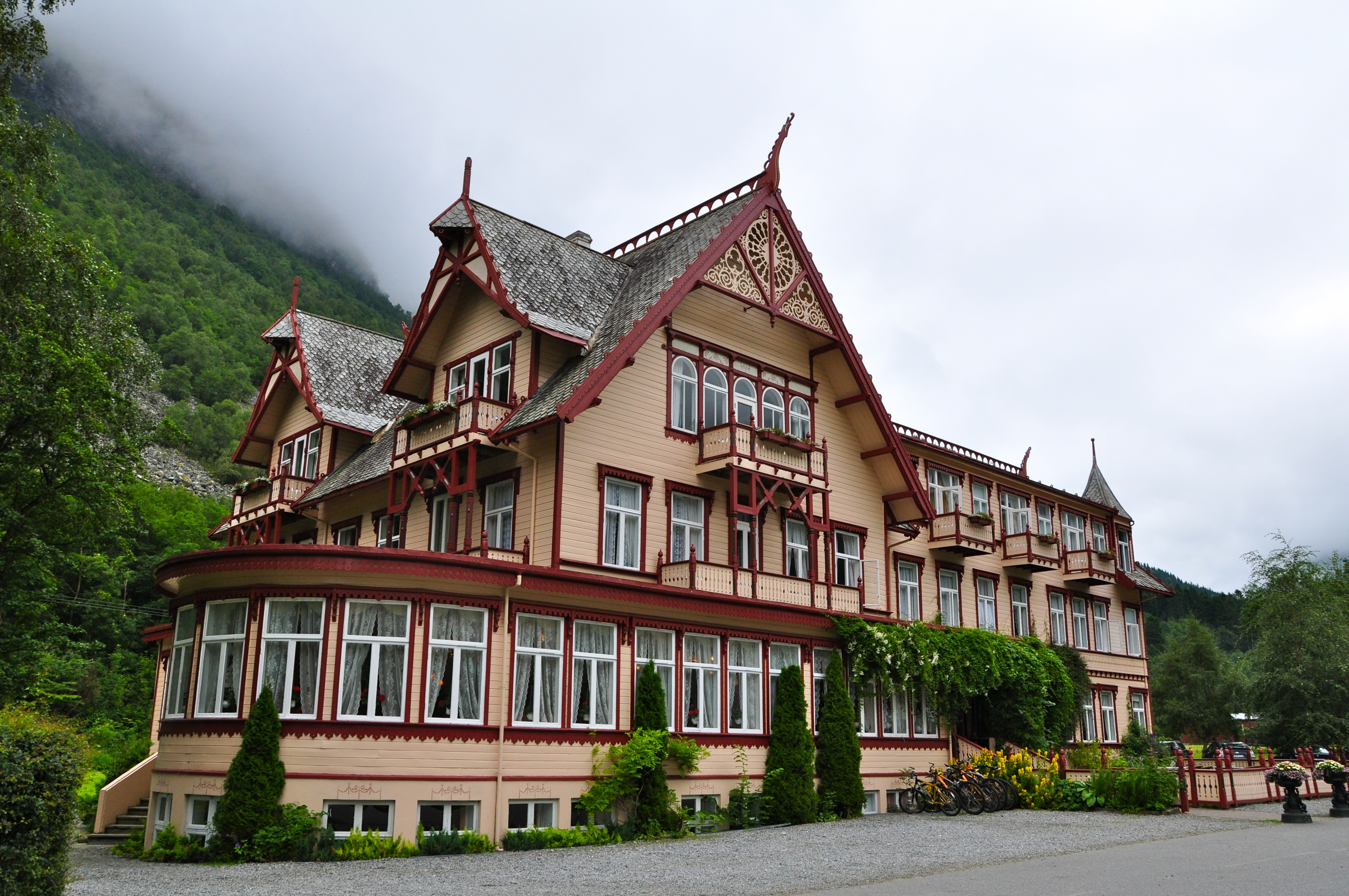
Hotel Union Øye

Die Kommune Ørsta entstand zum 1. August 1883, als sie von Volda ausgegliedert wurde. Zehn Jahre später wurde ein von 13 Personen bewohntes Gebiet zurück an Volda überführt. Volda verblieb mit 3485 Einwohnern, die neue Gemeinde Ørsta hatte 2070. Am 1. Januar 1964 wurde die bis dahin 6209 Bewohner zählende Kommune Ørsta mit der von 1215 Personen bewohnten Gemeinde Vartdal und Hjørundfjord mit 1728 Einwohnern fusioniert. Vartdal war zum 1. Januar 1895 von Ulstein abgetrennt worden und hatte bei seiner Gründung 736 Einwohner. Im Rahmen der landesweiten Kommunalreform wurde ein Teil der aufgelösten Kommune Hornindal an Ørsta überführt. Damit kamen 104 neue Einwohner nach Ørsta.
Im Jahr 1908 kam es in der Kommune zu einer Steinlawine, in dessen Folge im Tal Norangsdalen sich ein Flussdamm bildete und der See Lygnstøylvatnet entstand. Dieser flutete langsam ein bewohntes Gebiet, die Bewohner konnten die Siedlung rechtzeitig verlassen. Die Reste der Bebauung befinden sich bis heute am Grund des Sees. Heute wird der See von Tauchern genutzt.
In Ørsta steht eine von Dyre Vaa geschaffene Statue des Dichters Ivar Aasen (1813–1896), der aus der Kommune stammt. Aasen gilt als Begründer der Schriftsprache Nynorsk. Aus dem Hof, wo Aasen aufgewachsen ist, wurde später ein Museum mit Freilichtbühne gebaut. Als Architekt des 2000 geöffneten Neubaus diente Sverre Fehn. Das Hotel Union Øye ist ein 1891 im Schweizerstil erbautes Hotel und wurde mehrfach vom deutschen Kaiser Wilhelm II. besucht. In der Kommune stehen mehrere Kirchen. Die Ørsta kyrkje ist eine Holzkirche aus dem Jahr 1864. Eine weitere Kirche ist die Hjørundfjord kyrkje, die ebenfalls in Holz erbaut wurde.

## Wirtschaft und Infrastruktur

### Verkehr

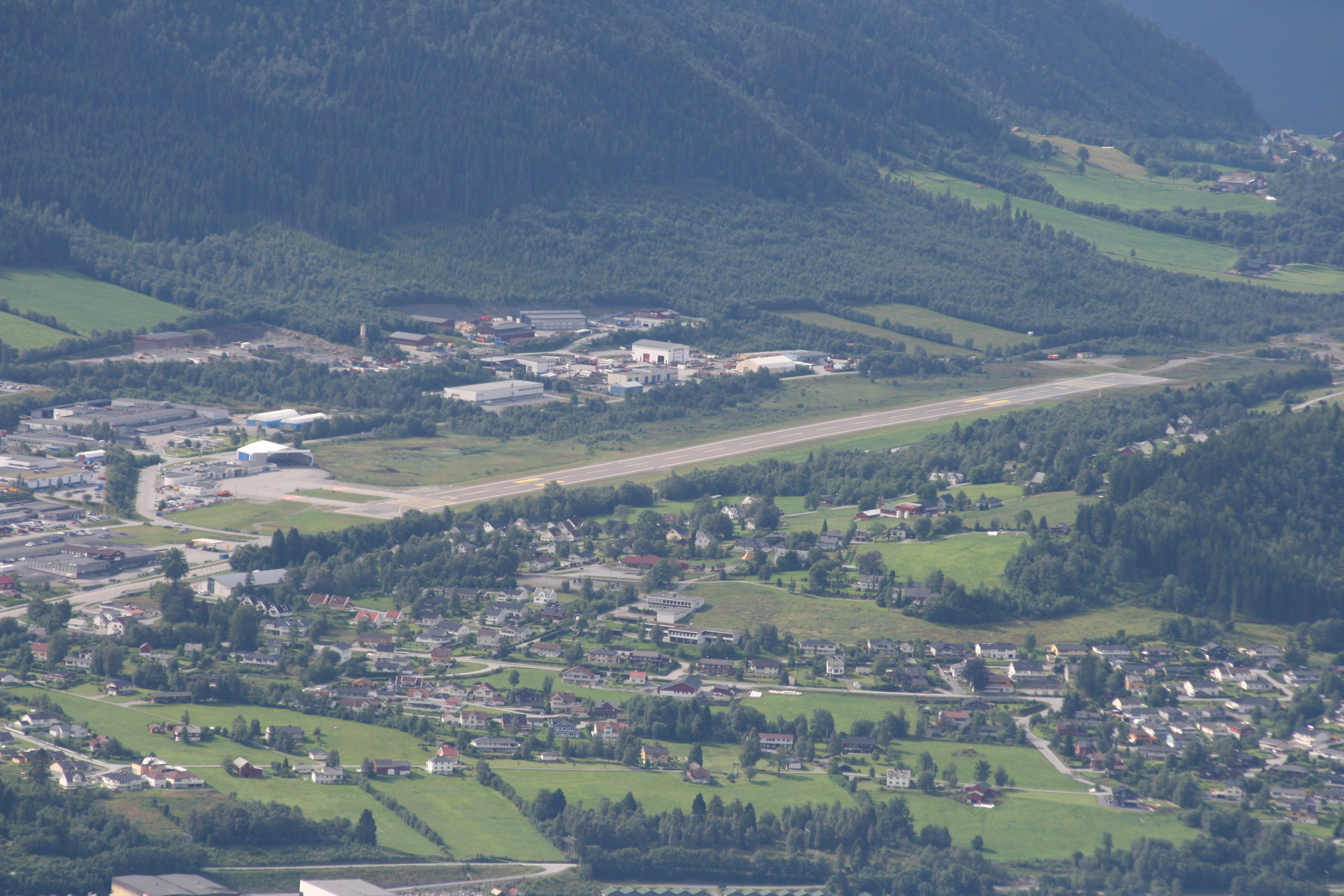
Flughafen Ørsta-Volda in Hovden

Von Volda kommend führt die Europastraße 39 (E39) in die Kommune. Die Straße führt zunächst durch die Ortschaft Ørsta, anschließend knickt sie in den Nordwesten ab und läuft an der Küste des Ørstafjords bis zum Vartdalsfjord. Dort angekommen führt die Straße an dessen Küste weiter in den Nordosten. An der nordöstlichen Landspitze, nahe der Einmündung des Seitenarms Hjørundfjord, führt eine Fährverbindung über den Vartdalsfjord in den Norden. Dort führt die E39 in der Kommune Sula weiter. Des Weiteren gibt es mehrere Verbindungen über den Hjørundfjord. So setzt etwa der Fylkesvei 655, der durch das Tal Bondalen führt auf der anderen Uferseite fort.
An der Grenze zu Volda liegt an der E39 der Flughafen Ørsta-Volda, Hovden.

### Wirtschaft
Gemessen an der landwirtschaftlich genutzten Fläche ist Ørsta die am stärksten von der Landwirtschaft geprägten Kommune der Region Sunnmøre. Die Höfe sind im Landesvergleich jedoch eher klein. Auf ihnen werden vor allem Rinder, Schafe und zu einem gewissen Grad Ziegen, Schweine und Hühner gehalten. Die Flächen werden überwiegend für die Tierhaltung als Wiesen oder Weiden verwendet. Bedeutend im Vergleich mit anderen Kommunen des Fylkes ist in Ørsta auch die Forstwirtschaft. Entlang des Vartdalsfjord spielt zudem die Fischerei eine größere Rolle. In der Industrie sind vor allem die Metallwarenindustrie sowie die Produktion von Möbeln und Lebensmittel stärker vertreten. Von wirtschaftlichem Belang ist außerdem in den Bergen sowohl in der Winter- als auch in der Sommersaison der Tourismus. Im Jahr 2020 arbeiteten von 5365 Arbeitstätigen nur 3265 in Ørsta selbst, etwa 1100 waren in Volda tätig. Der Rest verteilte sich auf Kommunen wie Ålesund und Ulstein.

## Name und Wappen
Das seit 1984 offizielle Wappen der Kommune zeigt drei silberne Rauten auf blauem Hintergrund. Sie sollen Berge darstellen, die sich im Fjord spiegeln. Der Gemeindename wurde ursprünglich nur als Fjordname verwendet. Die genaue Bedeutung ist nicht gesichert.

## Persönlichkeiten
- Sivert Knudsen Aarflot (1759–1817), Volksaufklärer
- Ivar Aasen (1813–1896), Dichter und Sprachforscher
- Marie Takvam (1926–2008), Autorin und Schauspielerin
- Bodil Ryste (* 1979), Skibergsteigerin